# Limnophila balsamea
Limnophila balsamea är en grobladsväxtart som först beskrevs av George Bentham, och fick sitt nu gällande namn av George Bentham. Limnophila balsamea ingår i släktet Limnophila och familjen grobladsväxter. Inga underarter finns listade i Catalogue of Life.